# AMC Pacer
AMC Pacer var en kompaktbil med två dörrar som tillverkades av American Motors Corporation. Företaget började utveckla bilen år 1971 och den var i produktion mellan åren 1975 och 1980. 
Bilen har ett distinkt utseende, som påminner om en akvariebubbla. Detta gör den lätt att känna igen som tillhörande 1970-talet.
Pacer designades av Richard A. Teague.

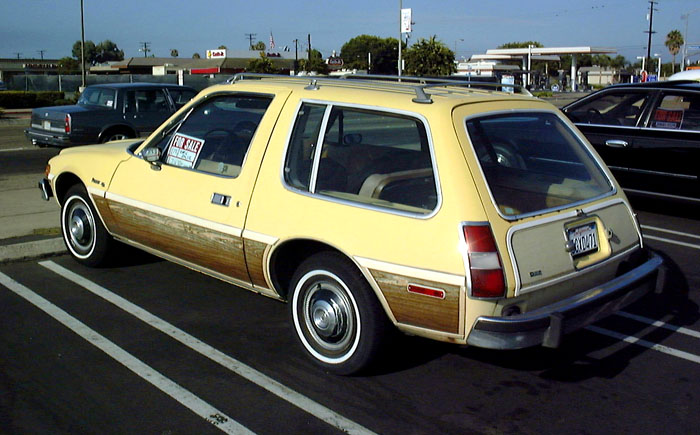
AMC Pacer kombi